# Kremitz (Fluss)
Die Kremitz ist ein Fluss in Brandenburg und Sachsen-Anhalt, Deutschland. Es handelt sich um einen rechten Nebenfluss der Schwarzen Elster, in die er bei Mönchenhöfe, Landkreis Wittenberg, mündet. Der Teil des Flusses, der sich auf dem Gebiet des Landes Sachsen-Anhalt befindet, ist ungefähr sechs Kilometer lang. Die Kremitz verfügt über elf Wehre. Kurz vor seiner Mündung in die Schwarze Elster ist der Fluss rechtsseitig eingedeicht. Der längere Abschnitt befindet sich in Brandenburg, wo er in der Nähe von Hillmersdorf entspringt. Das Einzugsgebiet der Kremitz erstreckt sich über 177 Quadratkilometer.

## Der Verlauf der Kremitz

### Quellgebiet
Im Quellgebiet des Flusses zwischen den Ortschaften Hillmersdorf, Naundorf, Werchau und Frankenhain befinden sich jetzt mit Wasser gefüllte Torfgruben. Die Gräben, welche zur Entwässerung des Geländes angelegt wurden, tragen hier wesentlich zum Wasserhaushalt des Flusses bei.  Erwähnenswert sind hier der Totengraben, die Neue Kremitz und der Steigemühlenbach.

### Der weitere Verlauf
Im weiteren Verlauf mündet bei der Ortschaft Malitschkendorf der Malitschkendorfer Mühlgraben linksseitig in den Fluss. Die Hauptfließrichtung ist bis zur Ortschaft Polzen westlich. Ab der rechtsseitigen Einmündung des Polzener Hauptgrabens, zwischen Polzen und den Senderwiesen,  nimmt der Fluss eine nordwestliche Fließrichtung ein. Auf Höhe des Flugplatzes Holzdorf mündet rechtsseitig der Bernsdorfer Graben. Linksseitig zweigt dann nach etwa 200 Meter die Kuplache von der Kremitz  in Richtung Premsendorf ab. Etwa 700 Meter vor der Mündung der Kremitz in die Schwarze Elster fließt die Kuplache wieder in die Kremitz.

## Nutzung der Wasserkraft
Die Wasserkraft der Kremitz diente in Holzdorf dem Antrieb einer Wassermühle.

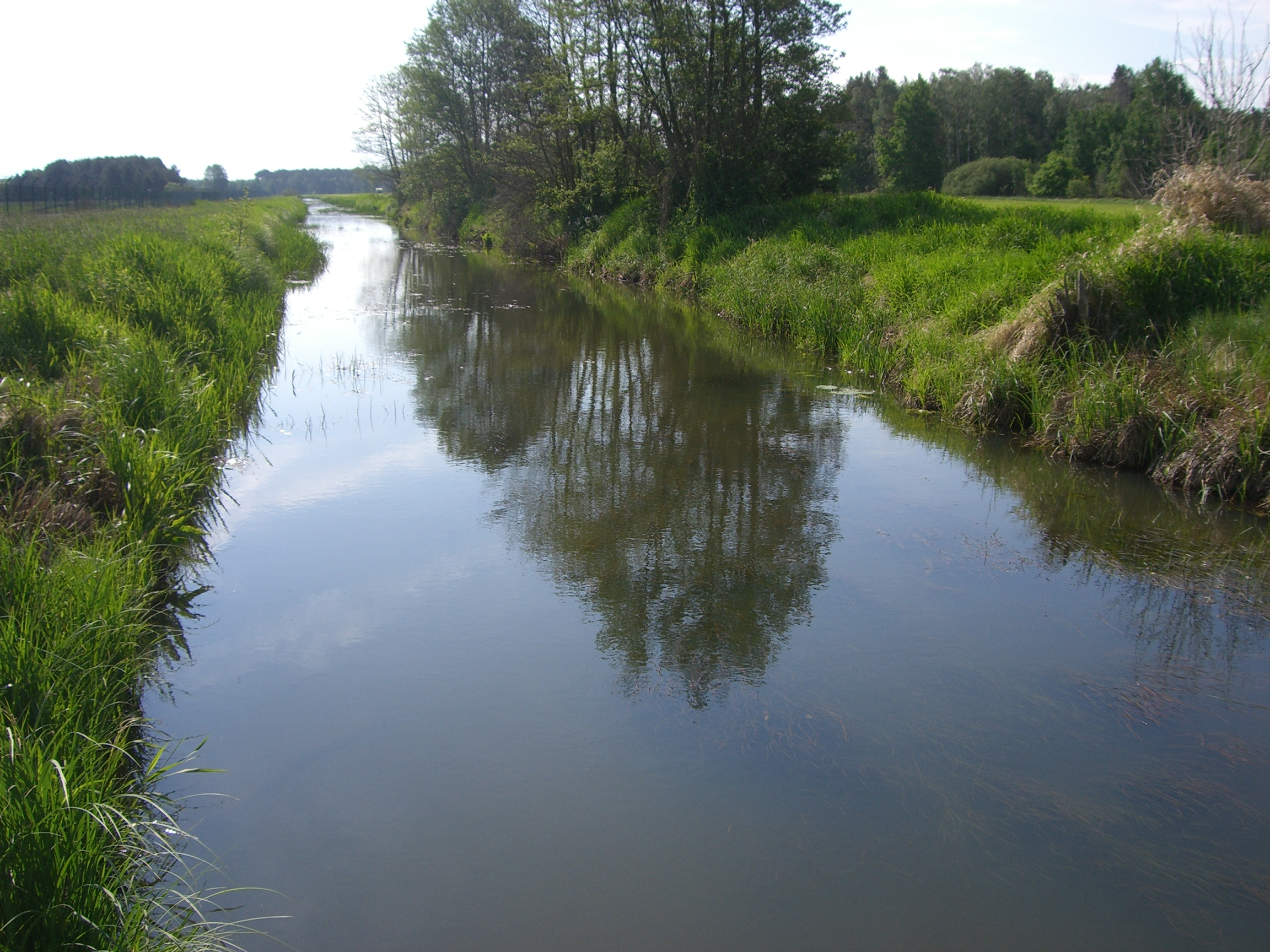
Die Kremitz in der Nähe des Flugplatzes Holzdorf